# Бобринець (станція)
Бобрине́ць — проміжна залізнична станція 5-го класу Знам'янської дирекції Одеської залізниці на лінії Помічна — Долинська. Розташована за 2 км на північ від міста Бобринець Кропивницького району Кіровоградської області.

## Історія
Станція відкрита у 1978 році під час відкриття руху на новозбудованій лінії Помічна — Долинська.
У 1983 році станція електрифікована змінним струмом в складі дільниці Помічна — Долинська.
Вокзал побудований за радянські часи, у 1978 році (нині знаходиться в аварійному стані). Мабуть, це пов'язано з нерозвиненим пасажирським сполученням на даній гілці.

## Пасажирське сполучення
На станції зупиняються приміські поїзди сполученням Знам'янка — Долинська / Помічна.